# بيزرة
البيزرة أو طب الطيور الجارحة هو علم معرفة الطيور الجارحة من حيث صحتها ومرضها ومعرفة علامة قوتها في الصيد وتكاد تتفق المصادر على أن اشتقاق كلمة البيزرة جاء من اسم البازي ولعل ذلك راجع إلى كونه أشهر طيور الصيد وأمهرها في الإمساك بالفريسة، ألف فيه العرب كتب عديدة في عهد ازدهار الحضارة الإسلامية نذكر منها:
- الكافي في البيزرة لـعبد الرحمان بن محمد البلدي
- البيزرة لإبراهيم البصري
- البيزرة اسحق الكندى
- البيزرة محمد بن عبد الله بن عمر البازيان
- البيزرة مهدى بن احرم
- البيزرة القطريف بن تداقه الفساى
- البيزرة ادهم بن مريز الباهلى
- البيزرة عيسى بن حسان الاسدى
- البيزرة كشاجم